# Henri Dutilleux
Henri Dutilleux (Angers, 22 januari 1916 – Parijs, 22 mei 2013) was een Frans componist en muziekpedagoog.

## Levensloop
Toen Dutilleux zes jaar oud was vertrok zijn familie naar Douai. Gedurende de schooltijd begon hij al met studies voor piano, harmonieleer en contrapunt bij Victor Gallois aan het conservatorium te Douai. Van 1933 tot 1938 ging hij naar het Conservatoire national supérieur de musique in Parijs en zette daar zijn studies voort bij Jean Gallon en Noël Gallon in de vakken harmonieleer en contrapunt, bij Henri Paul Busser compositie en bij Maurice Emmanuel muziekgeschiedenis.
In 1938 won hij de Prix de Rome. Het daarmee verbonden verblijf in Rome in de Villa Medici kon hij nog beginnen. Maar zijn studies daar werden na korte tijd afgebroken door het begin van de Tweede Wereldoorlog. Terug in Frankrijk werd hij voor militaire dienst opgeroepen, maar na korte tijd weer vrijgesteld. Hij bleef in Parijs, was koordirigent van de Opéra en werd in 1944 leider van de muziekproductie van de Franse omroep ORTF; een functie die hij tot 1963 vervulde. Van 1961 tot 1970 doceerde hij compositie aan de École Normale de Musique de Paris. Verder was hij van 1970 tot 1971 gast-professor aan het Conservatoire national supérieur de musique van Parijs.
Het opus 1 is een Sonate voor piano, die zijn echtgenote Geneviève Joy in 1948 voor het eerst in het openbaar uitvoerde. In dit werk vond hij in een nog duidelijk modaal bestemde uitlegging zijn eigen stijl; de invloeden van Claude Debussy, Maurice Ravel, Albert Roussel, maar ook de ervaringen met de twaalftoonstechniek zijn voor het eerst origineel gebundeld en creatief in het nieuwe omgezet. Hoewel zijn persoonlijke contacten met collega's als André Jolivet, Darius Milhaud, Francis Poulenc en Georges Auric zijn horizon hebben verbreed, heeft hij nooit tot een bepaalde groep of compositierichting behoord.
Hij schreef symfonische werken, concerten voor cello en viool, kamermuziek en balletmuziek.
Behalve de bovengenoemde Prix de Rome won hij in 1967 de Franse Grand Prix National de la Musique, in 1994 werd hem de Praemium Imperiale voor zijn hele oeuvre toegekend, en in 1999 de Cannes Classical Award voor The Shadows of Time, en de Grand prix 1999 de la presse musicale internationale.
Dutilleux was lid van het Conseil International de la Musique der UNESCO en de Académie Royale de Belgique. Verder was hij vanaf 1981 erelid van de American Academy and Institute of Arts and Letters in New York. In 2005 werd de Ernst von Siemens Muziekprijs aan hem toegekend.

## Composities

### Orkestmuziek
- 1944: La geôle, voor stem (bariton of mezzosopraan) en orkest of piano (sonnet van Jean Cassou)
- 1945: Trois tableaux symphoniques (naar Wuthering Heights)
  1. Dans la lande
  2. La marche du destin
  3. Épilogue: la mort de Cathy
- 1951: Symfonie nr. 1
  1. Passacaille
  2. Scherzo molto vivace
  3. Intermezzo
  4. Finale con variazioni
- 1953: Le loup, ballet
- 1956: Sérénades (bijdrage aan Variations sur le nom de Marguerite Long)
- 1956: Éloignez-vous, voor bariton en orkest of piano (gedicht van Jean Cassou)
- 1959: Symfonie nr. 2 Le double, voor groot orkest en kamerorkest
  1. Animato, ma misterioso
  2. Andantino sostenuto
  3. Allegro fuocoso - Calmato
- 1964: Métaboles
  1. Incantatoire (Largamente/attacca:)
  2. Linéaire (Lento moderato/attacca:)
  3. Obsessionnel (Scherzando/attacca:)
  4. Torpide (Andantino/attacca:)
  5. Flamboyant (Presto)
- 1970: Tout un monde lointain..., concert voor cello en orkest
  1. Enigme (Très libre et flexible)
  2. Regard (Extrêmement calme)
  3. Houles (Large et ample)
  4. Miroirs (Lent et extatique)
  5. Hymne (Allegro)
- 1978: Timbres, espace, mouvement – La nuit étoilée (naar De sterrennacht)
- 1985: L'arbre des songes, voor viool en orkest
  1. Librement – Interlude 1
  2. Vif – Interlude 2
  3. Lent – Interlude 3
  4. Large et animé
- 1989: Mystère de l'instant, voor cimbalon, strijkorkest en slagwerk
  1. Appels, rumeurs
  2. Litanie
  3. Soliloque
- 1997: The Shadows of Time, vijf episodes voor drie kinderstemmen en groot orkest
  1. Les heures
  2. Ariel maléfique
  3. Mémoire des ombres "Pour Anne Frank et pour tous les enfants du monde, innocents" – Interlude
  4. Vagues de lumière
  5. Dominante bleue?
- 1997: Fanfare de Slava (ter gelegenheid van de 70e verjaardag van Mstislav Rostropovitsj)
- 2002: Sur le même accord, nocturne voor viool en orkest (voor Anne-Sophie Mutter)
- 2003: Correspondances, voor stem (sopraan) en orkest
  1. Danse cosmique (tekst: Prithwindra Mukherjee)
  2. A Slava et Galina... (tekst: Aleksandr Solzjenitsyn)
  3. Gong (tekst: Rainer Maria Rilke)
  4. Gong II (tekst: Rainer Maria Rilke)
  5. De Vincent à Théo... (tekst: Vincent van Gogh)
- 2007–2009: Le temps l'horloge, voor stem (sopraan) en orkest
  1. Le temps l'horloge (tekst: Jean Tardieu)
  2. Le masque (tekst: Jean Tardieu)
  3. Le dernier poème (tekst: Robert Desnos)

### Kamermuziek
- 1942: Sarabande et cortège, voor fagot en piano
- 1943: Sonatine, voor fluit en piano
- 1947: Sonate, voor hobo en piano (première in 1948)
- 1950: Choral, cadence et fugato, voor trombone en piano
- 1950: Choral, cadence et fugato, voor trombone en piano (in 1995 georkestreerd voor trombone en harmonieorkest door Claude Pichaureau)
- 1952: Chansons de bord, voor drie kinderstemmen
- 1954: Deux sonnets de Jean Cassou, voor bariton en piano of orkest
  1. "Il n'y avait que des troncs déchirés"
  2. "J'ai rêvé que je vous portais entre mes bras"
- 1963: San Francisco Night, voor stem en piano
- 1967: Hommage à Nadia Boulanger, voor sopraan, 3 altviolen, klarinet, slagwerk en zither
- 1976: Ainsi la nuit, voor strijkkwartet
  1. Nocturne
  2. Miroir d'espace
  3. Litanies
  4. Litanies 2
  5. Constellations
  6. Nocturne 2
  7. Temps suspendu
- 1976–1982: Trois strophes sur le nom de Sacher, voor cello solo (ter gelegenheid van de zeventigste verjaardag van de Zwitserse dirigent Paul Sacher).[1]
  1. Un poco indeciso
  2. Andante sostenuto
  3. Vivace
- 1985-2010: Les citations, tweeluik voor hobo, klavecimbel, contrabas en slagwerk
  1. For Aldeburgh 85 (1985; ter gelegenheid van 75e verjaardag van Peter Pears)
  2. Interlude (2010; met citaat uit Le loup)
  3. From Janequin to Jehan Alain (1990)

### Werken voor piano
- 1946: Au gré des ondes – six petites pièces pour piano
- 1947: Bergerie
- 1947-48: Sonate voor piano
  1. Allegro con moto
  2. Lied
  3. Choral et variations
- 1950: Blackbird
- 1961: Tous les chemins... mènent à Rome
- 1965: Résonances, voor piano
- 1970: Figures de résonances, voor twee piano's
- 1973-1988: Trois Préludes
  1. D'ombre et de silence (1973)
  2. Sur un même accord (1976)
  3. Le jeu des contraires (1988)
- 1981: Petit air à dormir debout, voor piano
- 1987: Mini-prélude en eventail